# 74e cérémonie des Bodil Awards
La 74e cérémonie des Bodil Awards s'est déroulée le 8 mai 2021 au Folketeatret de Copenhague et a récompensé les meilleurs films danois et étrangers de l'année 2020.

## Liminaire
La cérémonie de remise des prix était prévue pour le 20 mars 2021 avec la comédienne et musicienne Annika Aakjær comme hôte, mais en raison de covid-19, le prix a été reporté au 8 mai, date à laquelle Aakjær a dû annuler, et le rôle d'hôte a été repris par l'actrice et la musicienne Emma Sehested Høeg,.

## Résultats
Le film Druk, réalisé par Thomas Vinterberg, est le grand gagnant de la soirée avec trois prix remportés sur six nominations, ceux du meilleur film danois, du meilleur rôle masculin pour Mads Mikkelsen et du meilleur scénario pour Vinterberg et Tobias Lindholm. Ce prix est le troisième prix Bodil de Vinterberg dans la catégorie du meilleur film danois et le troisième prix Bodil de Mikkelsen dans la catégorie du meilleur rôle masculin.
Lors de la cérémonie de remise des prix, un record a également été établi quand l'actrice Kaya Toft Loholt (da), âgée de 13 ans, a reçu un prix Bodil dans la catégorie du meilleur premier rôle féminin pour son rôle dans le film En helt almindelig familie et est devenue la plus jeune récipiendaire de tous les temps à avoir remporté un Bodil. La réalisatrice du film, Malou Reymann, a reçu le Arbejdernes Landsbank Talent Award pour le film, qui est son premier long métrage. Pour la deuxième fois, la scénographe Rie Lykke a reçu le prix Henning Bahs, cette fois pour son travail sur le film Our Man in America.
Le prix Æres-Bodil est décerné à l'ensemble des cinémas danois pour leurs efforts en faveur du cinéma danois, en particulier après une année historiquement difficile pendant la pandémie de covid-19, qui a entraîné leur fermeture pour la majeure partie de l'année 2020 ainsi qu'au premier semestre 2021.
Le prix Sær-Bodil est attribué à la réalisatrice et productrice Katja Adomeit, qui, avec sa propre société de production Adomeit Film, est à l'origine d'un grand nombre de films documentaires et de fiction non traditionnels et innovants.

## Palmarès
| Bodil du meilleur acteur | Bodil de la meilleure actrice |
| --- | --- |
| - Mads Mikkelsen pour Drunk - Jacob Lohmann pour Shorta - Mikkel Boe Følsgaard pour En helt almindelig familie - Simon Sears pour Shorta - Ulrich Thomsen pour Vores mand i Amerika                                                            | - Kaya Toft Loholt (da) pour En helt almindelig familie - Amanda Collin pour Undtagelsen - Danica Curcic pour Undtagelsen - Sandra Guldberg Kampp pour Wildland (Kød & blod) - Trine Dyrholm pour Erna i krig                                      |
| Bodil du meilleur acteur dans un second rôle | Bodil de la meilleure actrice dans un second rôle |
| - Lars Brygmann pour Riders of Justice - Lars Ranthe pour Drunk - Magnus Millang pour Drunk - Nikolaj Lie Kaas pour Riders of Justice - Thomas Bo Larsen pour Drunk                                                                            | - Sidse Babett Knudsen pour Wildland (Kød & blod) - Andrea Heick Gadeberg pour Riders of Justice - Karen-Lise Mynster pour Lille sommerfugl - Lene Maria Christensen pour Undtagelsen - Sidse Babett Knudsen pour Undtagelsen                      |
| Bodil du meilleur film danois | Bodil du meilleur film américain |
| - Drunk de Thomas Vinterberg - En helt almindelig familie de Malou Reymann - Riders of Justice de Anders Thomas Jensen - Shorta de Anders Ølholm et Frederik Louis Hviid - Vores mand i Amerika de Christina Rosendahl                         | - The Lighthouse de Robert Eggers - Jojo Rabbit de Taika Waititi - Les Filles du docteur March de Greta Gerwig - Mank de David Fincher - Les Sept de Chicago de Aaron Sorkin                                                                       |
| Bodil du meilleur film non américain | Bodil du meilleur film documentaire |
| - Portrait de la jeune fille en feu de Céline Sciamma (France) - 1917 de Sam Mendes (Royaume-Uni) - Les Misérables de Ladj Ly (France) - J'accuse de Roman Polanski (France/Italie) - Til Sama de Waad al-Kateab et Edward Watts (Royaume-Uni) | - En splittet familie de Mira Jargil - The Cave de Feras Fayyad - I Love You I Miss You I Hope I See You Before I Die de Eva Marie Rødbro - Rejsen til Utopia de Erlend E. Mo - Undertrykkelsens sang de Estephan Wagner et Marianne Hougen-Moraga |